# Vilém Flusser

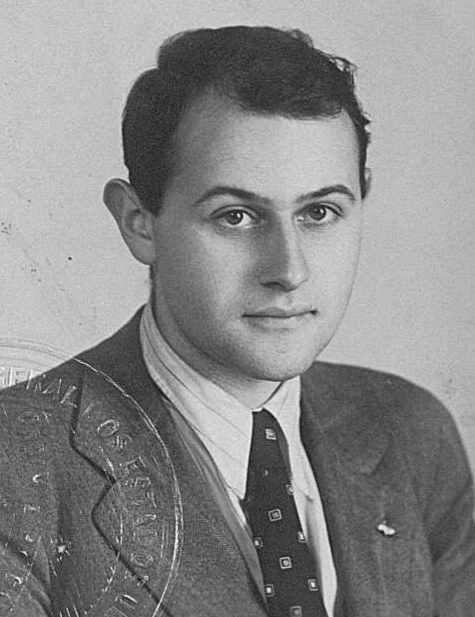
Vilém Flusser (1940)

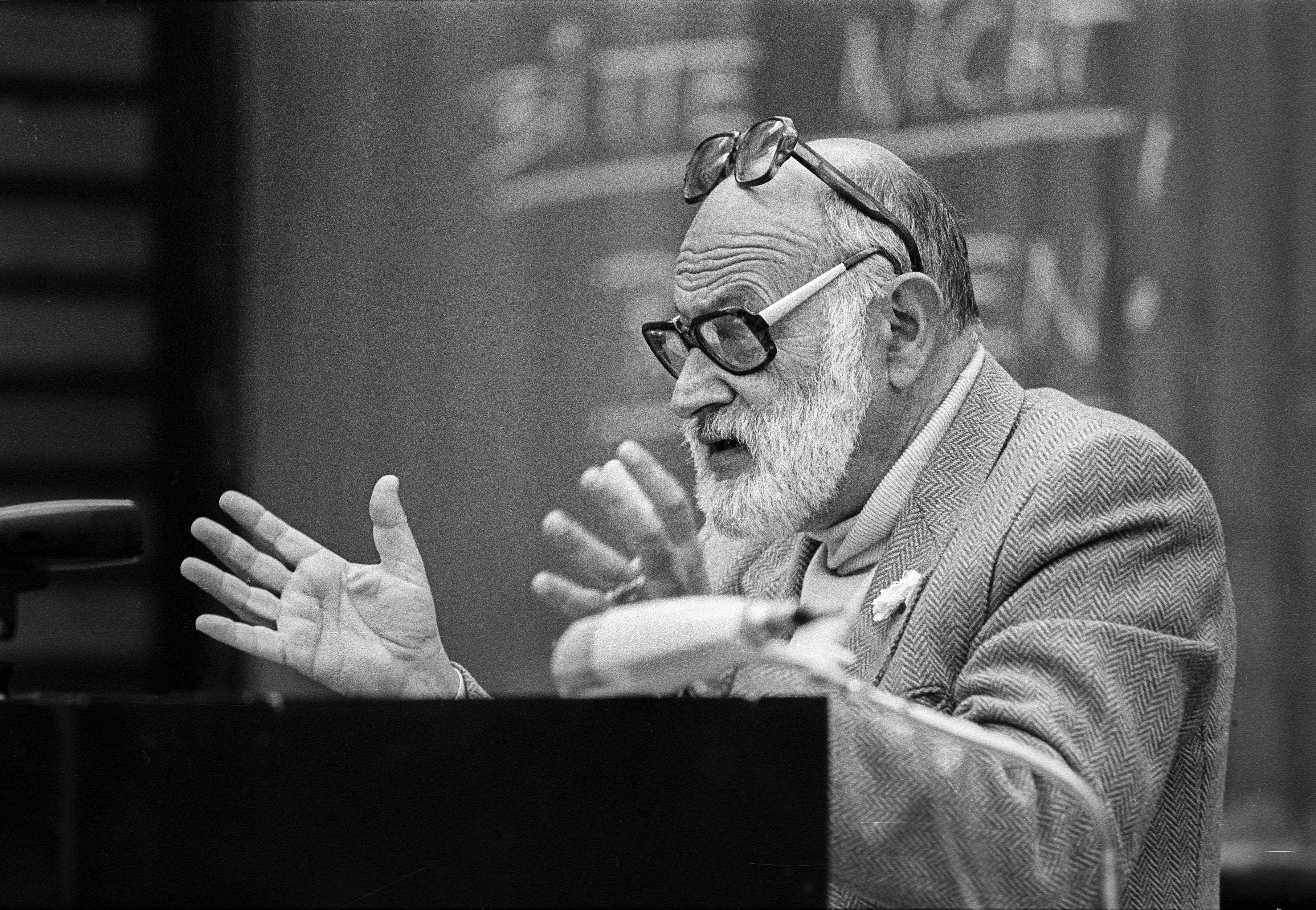
Vilém Flusser, im Hörsaal der FH Bielefeld, Fotosymposium 1984

Vilém Flusser (* 12. Mai 1920 in Prag; † 27. November 1991) war ein tschechisch-brasilianischer Medienphilosoph und Kommunikationswissenschaftler.

## Leben
Flusser wurde in Prag-Bubeneč geboren. Er entstammte einer jüdischen Akademikerfamilie, sein Vater Gustav war Mathematikprofessor an der Universität in Prag, sein Cousin der Religionswissenschaftler David Flusser. Nach der Matura am Deutschen Staatsrealgymnasium 1938 trat Vilém Flusser ein Philosophiestudium an der Karls-Universität in Prag an, musste jedoch 1939 nach der Zerschlagung der Tschechoslowakei vor den Nationalsozialisten flüchten. Vilém Flusser verlor seine gesamte Familie in Konzentrationslagern. Sein Vater starb 1940 in Buchenwald; seine Großeltern, seine Mutter und seine Schwester wurden nach Theresienstadt und später nach Auschwitz gebracht und dort ermordet.
Flusser lebte zunächst mit seiner späteren Ehefrau bei deren Eltern in London, wo er sein Studium fortsetzen konnte. 1940 wanderte die gesamte Familie nach Brasilien aus. Bis ca. 1950 war er im Import und Export tätig und erhielt 1950 die brasilianische Staatsbürgerschaft. In den Jahren 1950/51 wirkte er an einem Buchprojekt zur Geistesgeschichte des 18. Jahrhunderts mit. Ab 1960 hatte er Kontakt mit dem Brasilianischen Philosophischen Institut und hielt dort Vorträge. Flusser hatte als seinen Freund und engsten Gesprächspartner den brasilianischen Philosophen Vicente Ferreira da Silva.
Ab 1962 war er Mitglied dieses Institutes und erhielt 1962 einen Lehrstuhl für Kommunikationstheorie in São Paulo. Von 1967 an war er Professor für Kommunikation an der Escola Superior de Cinema in São Paulo und hielt weltweit Vorträge.
Die in diesen Jahren intensiv erlebte Exilsituation wurde für Flusser zu einer Grundkonstante seines späteren Denkens. In seiner Autobiographie „Bodenlos“ (1992) beschreibt er sie als eine Situation, die unsanft aus aller Sicherheit reißt und damit ans Philosophieren heranführt, oder treffender gesagt: einen zum Philosophieren zwingt.
1972 verließ das Ehepaar Flusser aufgrund von Konflikten mit der Militärregierung Brasilien, um sich dauerhaft in Europa niederzulassen. Ihre ersten Stationen waren Meran in Südtirol und Saumur an der Loire, wo sie zwischen ausgedehnten Reisen jeweils mehrere Monate verbrachten. Meran war für ihn ein provisorischer Ort zum Überwintern, keine neue Heimat. Diese fand er 1980 in Robion, einem kleinen Dorf in der französischen Provence. Dort erwarb er dank Vermittlung seines Freundes Louis Bec ein bäuerliches Anwesen, das bis zu seinem Tod seine „Insel der Meditation und Kreativität im allgemeinen Strom“ bleiben sollte.
1981 begegnete er auf einem Fotosymposium auf Schloss Mickeln bei Düsseldorf dem deutschen Fotografen und Verleger Andreas Müller-Pohle. Auf dessen Anregung hin schrieb Flusser im Jahr darauf den Essay „Für eine Philosophie der Fotografie“, der schließlich in Müller-Pohles Verlag European Photography erschien. Dieser verlegte auch die weiteren Schriften Flussers, die später in der „Edition Flusser“ zusammengefasst wurden, und publizierte in seiner Zeitschrift European Photography unter dem Titel „Reflections“ eine regelmäßige Kolumne Flussers. Müller-Pohle gilt als der „Entdecker Flussers in Europa“. Beide verband eine enge Freundschaft und „grundlegende Seelenverwandschaft“, die Flussers Produktivität und Kreativität nachhaltig beflügelte.
1991 wurde Flusser von Friedrich Kittler als Gastprofessor an die Ruhr-Universität Bochum eingeladen. Nach dem ersten öffentlichen Vortrag in seiner Geburtsstadt Prag am Goethe-Institut starb Vilém Flusser auf der Rückfahrt kurz vor der deutschen Grenze an den Folgen eines Autounfalls. Flusser wurde auf dem neuen jüdischen Friedhof in Prag beigesetzt.

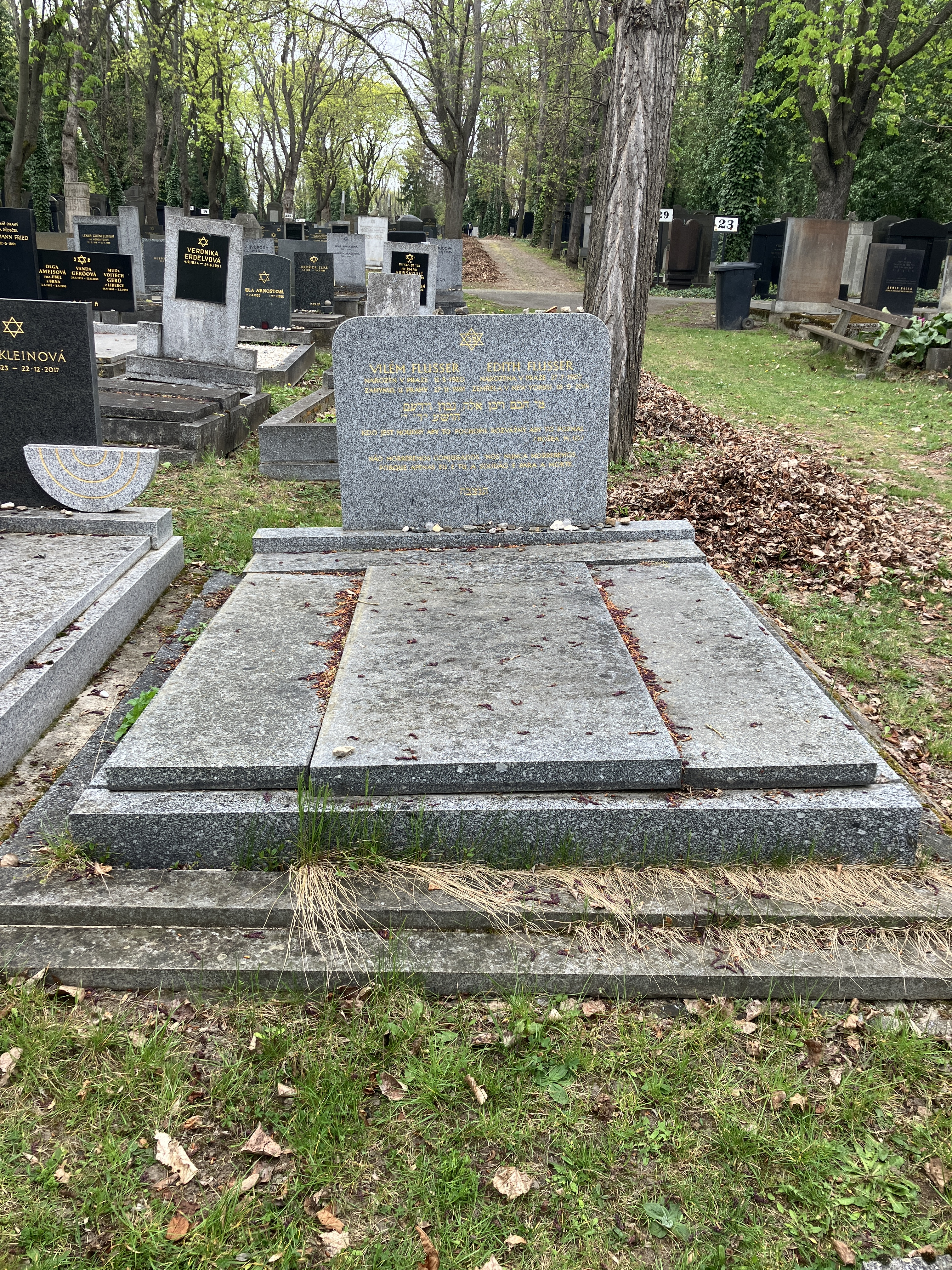
Grabstelle von
Vilém und Edith Flusser

Flussers Biographie erklärt seine bemerkenswerte Vielsprachigkeit. Er schrieb seine Texte in Englisch, Französisch, Portugiesisch und Deutsch – seltener in seiner Muttersprache Tschechisch. Dasselbe Thema in verschiedenen Sprachen zu behandeln, hieß für ihn, dieses von verschiedenen Punkten aus zu betrachten. Flusser ließ sich oft von der Etymologie leiten, und mehrere Sprachen boten ihm auch mehrere Ansätze. Er veröffentlichte hauptsächlich auf Deutsch und Portugiesisch.
Sein Nachlass, der neben ca. 2500 Typoskripten auch sämtliche erhaltenen Korrespondenzen sowie viele Bild- und Tondokumente beinhaltet, befindet sich im Vilém-Flusser-Archiv, das ab 1992 von seiner Witwe Edith Flusser, seinem Sohn Miguel Gustavo Flusser, Vera Schwamborn und Klaus Sander in Den Haag aufgebaut wurde. 1998 übergab Edith Flusser das Archiv der Kunsthochschule für Medien Köln, wo es bis 2006 von dem Medienarchäologen Siegfried Zielinski betreut wurde. Seit 2007 ist es an der Universität der Künste Berlin öffentlich zugänglich, seit 2016 wird es von der Professorin für Kommunikations- und Mediensoziologie Maren Hartmann betreut.

## Lehre

### Kommunikationsbegriff
Die Gesamtheit seiner Denkbemühungen betitelt Flusser mit dem Kunstwort „Kommunikologie“, worunter er die Lehre von der menschlichen Kommunikation versteht. Sein Kommunikationsbegriff ist dabei ausufernd und nicht leicht zu fassen. Dürnberger fasst das Kommunikationsverständnis von Flusser in vier wesentlichen Punkten zusammen: Die menschliche Kommunikation ist (1) als Phänomen der Freiheit zu interpretieren, (2) ein existentielles Unterfangen, (3) in ihrer symbolischen Vermitteltheit dialektischer Natur und schließlich (4) mitentscheidend für unseren Standpunkt in und zur Welt.
1. Die Kommunikation des Menschen ist laut Flusser „unnatürlich“. Ihre Künstlichkeit zeigt sich im Besonderen an ihrer symbolischen Vermitteltheit. Flusser versteht das Anhäufen von Informationen nicht als von Gesetzen ableitbaren Vorgang, sondern führt es auf die menschliche Freiheit, d. h. auf den menschlichen Willen zurück.[11]
2. Die Menschwerdung muss – im Sinne des Existentialismus – als Entfremdung verstanden werden: Der Mensch wird aus der Welt verstoßen (oder er entspringt ihr), d. h., er ist nicht länger wie das Tier in ihr aufgehoben, sondern tritt ihr als fremd gegenüber. Im Geworfensein liegt damit ein Gefühl der Ohnmacht, der Verlorenheit und der Einsamkeit – und gegen diese Stimmung, so Flusser, kommuniziert der Mensch: „Die menschliche Kommunikation ist ein Kunstgriff, dessen Absicht es ist, uns die brutale Sinnlosigkeit eines zum Tode verurteilten Lebens vergessen zu lassen.“[12]
3. Symbole sollen die Kluft, wie sie die Reflexion zwischen Welt und Mensch auftut, überbrücken, indem sie die Welt bedeuten. Sie sollen die Welt darstellen, sie strukturieren und Orientierung schaffen. Symbole sind, so Flusser, ihrem Wesen nach dabei jedoch dialektischer Natur, d. h., ein Symbol besitzt nicht nur das Potential, die Welt darzustellen, es trägt auch die Tendenz inne, die Welt zu verdecken. Für Flusser ist mit diesem Befund die Möglichkeit angesprochen, dass ein Code als System von Symbolen die Welt mehr verdeckt als er sie bedeutet.[13]
4. Kommunikation ist schließlich laut Flusser mitentscheidend für unseren Standpunkt in und zur Welt. Symbole sind nicht als Spiegel der Wirklichkeit zu verstehen, sie bilden die Welt nicht eins zu eins ab, sondern nehmen in ihrem abstrahierenden Abbilden und akzentuierenden Beschreiben stets eine Konstruktion vor. Diese Konstruktion ist dabei, so Flusser, nicht unabhängig von der Art der Symbole, vielmehr gilt, dass jeder Code eine für ihn typische Prägung mit sich bringt.[14]

### Philosophie
Vilém Flusser geht von einem fünfstufigen historischen Modell aus. Die erste Stufe wird einem Naturmenschen zugeordnet, der in einer vierdimensionalen Umwelt des unmittelbaren und „konkreten Erlebens“ lebt. Die zweite Stufe bezieht sich auf das Interesse des Menschen an Gegenständen, also an einer dreidimensionalen Umwelt. Mit der dritten Stufe wird die zweidimensionale Umwelt prägend für die Kultur: Traditionelle Bilder, die „anschaulich und imaginär“ sind, schieben sich zwischen den Menschen und seine Lebenswelt. Seit etwa viertausend Jahren sind lineare Texte zunehmend kulturprägend. Diese Art der Vermittlungstechnik von Informationen, bei der ein „Begreifen mittels Begriffen“ ermöglicht wird, lässt eine eindimensionale Umwelt entstehen. Die heutige Gesellschaft befindet sich auf dem Weg in eine nachalphabetische Phase der nulldimensionalen technischen Bilder, bei der die Texte ihre Funktion verlieren. Diesen gegenwärtigen „Umbruch der Codes“ charakterisiert Flusser als eine Situation der Krise. Wobei Flusser nicht nur die Herausforderungen, sondern ebenso die Produktivität eines solchen Umbruchs erkennt: In seinem Aufsatz Wonach? versucht er bruchstückhaft Ausblick auf eine neue Wissenschaftlichkeit und Kultur jenseits der Dominanz der Schriftlichkeit zu geben.
In diesem Stufenmodell verweist das Zeichen der höheren Stufe jeweils auf das Erlebte der nächsttieferen Stufe. Ein Bild bedeutet die dargestellten dreidimensionalen Gegenstände; ein Text bedeutet ein Bild, welches seinerseits die Gegenstände bedeutet. Indem der Text den Bildinhalt auf eine Dimension reduziert, kann dieser Inhalt analysiert und kopiert werden.
Den Unterschied zwischen traditionellen Bildern und technischen bzw. „Technobildern“, wie Fotografien, Filmen, Video, statistischen Kurven, Diagrammen und Verkehrszeichen und -symbolen, sieht Flusser auf der Bedeutungsebene: Während traditionelle Bilder Szenen darstellen, bedeuten Technobilder Texte. Ein traditionelles Frauenporträt stellt eine (reale oder fiktive) Person dar; ein Technobild einer Frau dagegen bedeutet einen Satz (oder einen längeren Text), z. B. bedeutet das Technobild einer Frau auf einer WC-Tür: „Dieses WC dürfen nur Frauen betreten!“
Flusser sagt voraus, dass das Alphabet als dominierender Code von den Technobildern abgelöst werden wird. Dadurch würde sich auch die Auffassung von Raum und Zeit ändern, denn der lineare Zeitverlauf und der geometrische Raum sind nur für die Menschen eine Selbstverständlichkeit, die mit Texten aufgewachsen und von Texten geprägt sind.
Bei seinem Informationsbegriff spielt das Konzept der Entropie aus der Physik eine entscheidende Rolle, wobei er Informieren als eine universell-natürliche Verhaltensweise betrachtet. Informieren heißt bei ihm immer, etwas (amorphes Material) in Form bringen, wobei bei diesem Vorgang Energie genutzt wird. Bei der Nutzung von Energie wird allerdings unweigerlich Energie irreversibel zerstreut. Während die Zerstreuung der Energie wahrscheinlich ist, ist der Zustand der Ordnung, also der Information, unwahrscheinlich. Folglich ist Information das Auftauchen des Unwahrscheinlichen und entspricht der Negentropie, einer negativen Entropie.
Er entwickelte eine positive Utopie der zukünftigen telematischen Gesellschaft (Telematik) als Gegenentwurf zu zeitgenössischen pessimistischen Medientheorien und Medienkritiken. Bei dieser Konstruktion nahm er an, dass jede Gesellschaft vom Zusammenspiel zweier Kommunikationsformen geprägt wird:
Dialoge, die Informationen erzeugen, und Diskurse, durch die Informationen weitergegeben werden.
Grundsätzlich sind drei Formen der Gesellschaft aus dieser Annahme ableitbar:
1. Die bisherige „ideale Gesellschaft“, bei der Dialoge und Diskurse sich im Gleichgewicht befinden.
2. Die „autoritäre Gesellschaft“, bei der die Diskurse dominieren. Das Fehlen der Dialoge zieht eine Informationsarmut nach sich. Diskurse werden nicht mehr durch Dialoge mit Informationen gespeist.
3. Die zukünftige und „revolutionäre Gesellschaft“, bei der Dialoge überwiegen, welche ständig Informationen erzeugen. Bedingt durch die so entstehende Informationsflut zerbrechen die alten Diskurse. Dementsprechend gibt es in der telematischen Gesellschaft keine Autoritäten. Sie ist, aufgrund ihrer vernetzten Struktur, völlig undurchsichtig und lenkt sich selbst kybernetisch. So wird Telematik von ihm auch als „kosmisches Hirn“ bezeichnet.

Flusser war nicht der Meinung, dass das Auftauchen neuer Medien zu Beeinträchtigungen führe. Vielmehr wies er auf die Gefahr hin, die Chancen, die sich durch die neuen Medien ergeben, zu verpassen. Geprägt durch sein wechselhaftes Leben betrachtete Flusser Wohnen und Heimat als Zeichen der Gebundenheit des Menschen, der von Natur aus eigentlich Nomade ist. In der Überwindung der räumlichen Distanzen durch die neuen Medien schafft sich der Mensch einen Zugang zu einer neuen Freiheit.

### Brasilien
Flusser hat seine eigene Situation als intellektueller Einwanderer in Brasilien in seinem 1994 erschienenen Werk „Brasilien oder die Suche nach dem neuen Menschen. Für eine Phänomenologie der Unterentwicklung“ reflektiert. Anders als Stefan Zweig, der ebenso wie Flusser aufgrund der nationalsozialistischen Machtergreifung aus Mitteleuropa emigriert war, sah Flusser sich jedoch nicht als Flüchtling, sondern als Ankömmling, als Immigrant. Seine Lebenslauf berechtigte ihn zu dieser Perspektive, denn er lebte drei Jahrzehnte lang in Brasilien und lernte Land und Leute gründlich kennen. Seine scharfe Beobachtung der brasilianischen Gesellschaft stellt eine der wichtigsten Reflexionen über dieses Land dar, nur vergleichbar in ihrem Realismus mit Claude Lévi-Strauss’ „Traurige Tropen“. 
Die Grundlage seiner Betrachtungen über Brasilien bildet die Erkenntnis, dass der Fremde, sofern er in der Lage ist, von allen mitgebrachten Klischees abzusehen, nicht etwa eine kulturelle Einheit vorfindet, die durch das Portugiesische begründet und gefördert wird, sondern eine fast amorphe Masse, die sich des Portugiesischen als einer Art Lingua Franca bedient. Aus diesem Grund  gibt es für den Einwanderer auch keine andere Barriere als die sprachliche zu überwinden. Für Zweig lag genau darin ein Gegenpol zum Rassismus europäischer Prägung, er postulierte, Brasilien sei „ein Land der Zukunft“. Flusser indes ließ sich nicht täuschen. Auch er verglich die brasilianische Gesellschaft mit den Gesellschaften, die er aus Europa kannte, kam aber zu dem entgegengesetzten Schluss, dass Brasilien noch keine Gesellschaft im eigentlich Sinn entwickelt hatte. Er spricht in diesem Zusammenhang von einer „falschen Oberflächenkultur“ (S. 224), unter der sich stark divergierende Realitäten verbergen. In diesem Sinne geht er weit über Gilberto Freyres „Herrenhaus und Sklavenhütte“ (1936) hinaus, der die Doktrin aufgestellt hatte, Brasilien habe bereits die „Rassendemokratie“ verwirklicht, indem es zu einer harmonischen Vermischung von Menschen indianischer, afrikanischer und europäischer Kultur gelangt sei. Dieser Ansatz entspringt laut Flusser einer „romantischen Ideologie“ (S. 35), die durch Einwanderungswellen aus dem mittleren Osten, aus Japan und erneut aus Europa im Laufe des 19. und 20. Jahrhunderts ihre Berechtigung verloren habe.

## Veröffentlichungen

### Monografien
- A História do Diabo. Livraria Martins Editora, São Paulo 1965
- Natural:mente. Vários Acessos ao Significado de Natureza. Livraria Duas Cidades, São Paulo 1979
  - Vogelflüge. Essays zu Natur und Kultur. Aus dem Portugiesischen v. Edith Flusser, Hanser, München 2000, ISBN 3-446-19926-8.
- Pós-História. Vinte instantaneos e um modo de usar. Livraria Duas Cidades, São Paulo 1983
- Für eine Philosophie der Fotografie. European Photography, Göttingen 1983, ISBN 3-923283-01-6.
- Ins Universum der technischen Bilder. European Photography, Göttingen 1985, ISBN 3-923283-10-5.
- Die Schrift. Hat Schreiben Zukunft? European Photography, Göttingen 1987, ISBN 3-923283-25-3.
  - Die Schrift. Hat Schreiben Zukunft? Modifizierte Ausgabe auf Diskette. European Photography, Göttingen 1987, ISBN 3-926199-01-6.
- Angenommen. Eine Szenenfolge. European Photography, Göttingen 1989
- Nachgeschichten. Essays, Vorträge, Glossen. hrsg. v. Volker Rapsch. Bollmann Verlag, Düsseldorf 1990, ISBN 3-927901-00-8.
- Vilém Flusser: Virtuelle Räume – Simultane Welten . ARCH+ 111, Aachen, März 1992.
- Bodenlos. Eine philosophische Autobiographie. Mit einem Nachwort von Milton Vargas. Bollmann Verlag, Bensheim/Düsseldorf 1992, ISBN 3-927901-19-9.
- Gesten. Versuch einer Phänomenologie. Bollmann Verlag, Bensheim / Düsseldorf 1991, ISBN 3-927901-09-1.
  - Taschenbuchausgabe: Gesten. Versuch einer Phänomenologie. Fischer, Frankfurt am Main 1994, ISBN 3-596-12241-4.
- Vom Stand der Dinge. Eine kleine Philosophie des Design. Steidl Verlag, Göttingen 1993, ISBN 3-88243-249-7.
- Dinge und Undinge. Phänomenologische Skizzen. Hanser, München 1993, ISBN 3-446-17321-8.
- Vampyroteuthis infernalis. European Photography, Göttingen 1993, ISBN 3-923283-23-7.
- Jude sein. Essays, Briefe, Fiktionen, hrsg. v. Stefan Bollmann u. Edith Flusser. Mit einem Nachwort von David Flusser. Bollmann Verlag, Mannheim 1995, ISBN 3-927901-58-X.
- Zwiegespräche. Interviews 1967–1991, hrsg. v. Klaus Sander. Göttingen 1996, ISBN 3-923283-34-2.
- Die Informationsgesellschaft. Phantom oder Realität? hrsg. v.  Klaus Sander. Audio-CD, 44 Minuten u. Booklet, 8 Seiten. Originaltonaufnahme 1991. supposé Köln 1996, ISBN 3-932513-10-X. (Neuauflage 1999)
- Heimat und Heimatlosigkeit. Hrsg. v. Klaus Sander. Audio-CD, 49 Minuten u. Booklet, 16 Seiten. Originaltonaufnahmen 1985/1991. supposé Köln 1999, ISBN 978-3-932513-12-1.
- Briefe an Alex Bloch, hrsg. v. Edith Flusser u. Klaus Sander. Göttingen 2000, ISBN 3-923283-53-9.
- Kommunikologie weiter denken. Die „Bochumer Vorlesungen“, hrsg. v. Silvia Wagnermaier u. Siegfried Zielinski. Mit einem Vorwort v. Friedrich A. Kittler u. einem Nachwort v. Silvia Wagnermaier. Fischer, Frankfurt am Main 2009, ISBN 978-3-596-18145-2.

### Vorträge
- Krise der Linearität. Vortrag im Kunstmuseum Bern. 20. März 1988. Bern: Benteli, 1988. ISBN 3-7165-0606-0.

### Werkausgaben
- Schriften in 9 Bänden. Herausgegeben von Edith Flusser u. Stefan Bollmann. Bollmann Verlag Bensheim / Düsseldorf 1993 ff.
  - 1993: Band 1 – Lob der Oberflächlichkeit. Für eine Phänomenologie der Medien
  - 1993: Band 2 – Nachgeschichte. Eine korrigierte Geschichtsschreibung
  - 1994: Band 3 – Vom Subjekt zum Projekt: Menschwerdung
  - 1994: Band 4 – Kommunikologie
  - 1994: Band 5 – Brasilien oder die Suche nach dem neuen Menschen. Phänomenologie der Unterentwicklung.
    - geplant, aber nie erschienen:
    - (1997) Band 6 – Telematische Kultur
    - (1998) Band 7 – Warten auf Kafka. Philosophieren zwischen den Sprachen
    - (1996) Band 8 – Das Märchen von der Wahrheit. Glossen und Philosophiefiktionen
    - (1998) Band 9 – Dialogische Existenz
- Edition Flusser. Herausgegeben von Andreas Müller-Pohle. Verlag European Photography, Berlin 1994 ff.
  - 2006: Band 01 – Vom Zweifel. Aus dem Portugiesischen von Edith Flusser, ISBN 978-3-923283-64-4.
  - 1993: Band 02 – Die Geschichte des Teufels, 3. Aufl. 2006, ISBN 978-3-923283-40-8.
  - 1983: Band 03 – Für eine Philosophie der Fotografie, 12. Aufl. 2018, ISBN 978-3-923283-48-4.
  - 1985: Band 04 – Ins Universum der technischen Bilder, 7. Aufl. 2018, ISBN 978-3-923283-68-2.
  - 1987: Band 05 – Die Schrift – Hat Schreiben Zukunft?, 5. Aufl. 2002, ISBN 978-3-923283-59-0.
  - 1987: Band 06 – Vampyroteuthis infernalis, 4. Aufl. 2018, ISBN 978-3-923283-61-3.
  - 1989: Band 07 – Angenommen. Eine Szenenfolge, 2. Aufl. 2000, ISBN 978-3-923283-55-2.
  - 1998: Band 08 – Standpunkte. Texte zur Fotografie, ISBN 978-3-923283-49-1.
  - 1996: Band 09 – Zwiegespräche. Interviews 1967–1991, hrsg. v. Klaus Sander ISBN 978-3-923283-34-7.
  - 2000: Band 10 – Briefe an Alex Bloch, hrsg. v. Edith Flusser u. Klaus Sander ISBN 978-3-923283-52-1.

### Übersetzungen
- Haroldo de Campos: Versuchsbuch Galaxien. (= Rot Texte, Band 25). Aus dem Brasilianischen übersetzt von Vilém Flusser und Anatol Rosenfeld, herausgegeben von Max Bense und Elisabeth Walther, gedruckt bei Hansjörg Mayer. Edition Rot, Stuttgart 1966.

### Online-Publikationen
- 2005: Bochumer Vorlesungen 1991. hg. von Silvia Wagnermaier und Siegfried Zielinski.
- 2008: Tropen-Seite des Goethe-Instituts.